# Joey Adams
Joey Adams (6 de enero de 1911-2 de diciembre de 1999) fue un humorista estadounidense, autor del libro de 1973 Borscht Belt,y hecho miembro del New York Friars' Club en 1977.

## Biografía
Nacido en el barrio de Brooklyn, en la ciudad de Nueva York, su verdadero nombre era Joseph Abramowitz. 

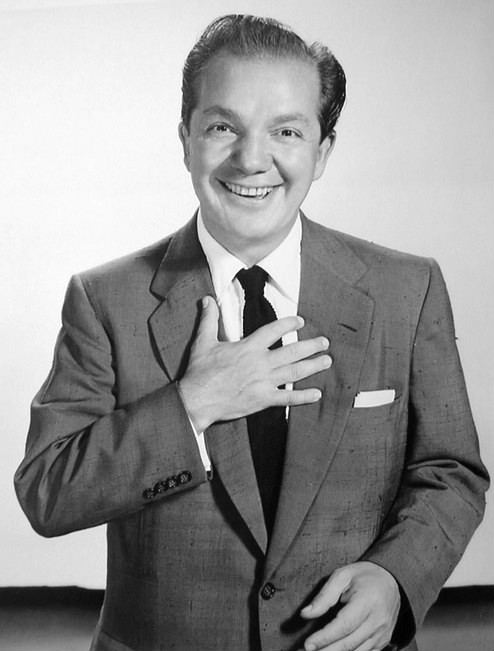
Adams como presentador del programa de radio Spend a Million (1954).

Durante muchos años escribió la columna periodística "Strictly for Laughs" en el diario New York Post. Su esposa, Cindy Adams, con la que se casó en 1952, era columnista de chismes en la misma publicación.
La carrera de Adams se prolongó a lo largo de más de 70 años, incluyendo en la misma actuaciones en nightclubs y en vodevil. También presentó su propio show radiofónico y escribió 23 libros, entre ellos "From Gags to Riches," "Joey Adams Joke Book," "Laugh Your Calories Away", "On the Road with Uncle Sam" y "Encyclopedia of Humor."
Adams hizo numerosas actuaciones televisivas a lo largo de los años, interviniendo en programas como The Ed Sullivan Show y el show de Howard Stern. Para el cine trabajó en Singing in the Dark (1956, producción de la cual fue productor ejecutivo), Don't Worry, We'll Think of a Title (1966), y Silent Prey (1997). Finalmente, en el ámbito radiofónico presentó un talk show en la emisora WEPN de Nueva York.
Joey Adams falleció en el Hospital St. Vincent de Manhattan, Nueva York, en 1999 a causa de un fallo cardiaco. Tenía 88 años de edad. Sus restos fueron incinerados, y las cenizas entregadas a los allegados. En su funeral hablaron a los asistentes su viuda y el alcalde de la ciudad, Rudy Giuliani.

## Galardones
En 1963, Adams, que entonces era presidente de AGVA, ayudó a financiar y organizar un espectáculo de variedades el 5 de agosto en Birmingham, Alabama, para recaudar fondos para la  March on Washington for Jobs and Freedom (Marcha sobre Washington por el Trabajo y la Libertad) del 28 de agosto. Adams compartió escenario con numerosos oradores y artistas, entre ellos Martin Luther King Jr., Ray Charles, Dick Gregory, Nina Simone, Joe Louis, Johnny Mathis, James Baldwin y The Shirelles.
Por su trabajo cívico fue homenajeado por Presidentes y políticos, y le otorgaron doctorados honorarios la Universidad de Columbia, la Universidad de Nueva York, la de Long Island y el City College de Nueva York. Fue miembro activo del New York Friars' Club y presidente del American Guild of Variety Artists. Fue nombrado Comisionado de la Juventud de la Ciudad de Nueva York por Robert F. Wagner.

## Lectura complementaria
- Smith, Ronald L. Who's Who in Comedy. New York, Facts on File: 1992; pgs. 5,6